# Der Date Profi
Der Date Profi (Originaltitel: School for Scoundrels; engl. für: Schule für Halunken) ist eine US-amerikanische Filmkomödie von Todd Phillips aus dem Jahr 2006. Es handelt sich um eine Neuverfilmung einer Komödie aus dem Jahr 1960, die wiederum auf dem Roman School for Scoundrels or How to Win without Actually Cheating! von Stephen Potter beruht.

## Handlung
Roger lebt in New York. Er verliebt sich in seine Nachbarin Amanda, um die er erfolglos wirbt. Ein Freund gibt ihm den geheimen Tipp, dass ein gewisser Dr. P eine Schule führt, die männliches Verhalten unterrichtet. Roger meldet sich zu dem kostspieligen Kurs an und erlernt viele nützliche Regeln, um Frauen zu erobern. So wird ihm und seinen Mitschülern nahegelegt, dass das Auftischen von Lügen und sich grundlos in gefährliche Situationen zu begeben, Eindruck auf das weibliche Geschlecht macht. Roger hält sich an diese Ratschläge und macht schnell Fortschritte beim Werben um Amanda.
Das ruft Dr. P auf den Plan, für den es eine Herausforderung ist, diejenigen Schüler wieder auf den Boden der Tatsachen zu holen, die seiner Meinung nach zu schnell erfolgreich sind. Er beginnt sich ebenfalls für Amanda zu interessieren, um die er nun mit Roger rivalisiert. Dabei zieht er alle Register, gibt sich als trauernder Witwer und kinderfreundlicher Chirurg aus. Schließlich denunziert er Roger vor den Augen von Amanda mit Hilfe von Mitschülern als liebestollen Stalker. Roger lässt im Gegenzug als Mitarbeiter beim Ordnungsamt das Auto von Dr. P abschleppen, woraufhin dieser jedoch geschickt bewirkt, dass Roger seinen Job verliert. Schließlich bietet Dr. P ihm einen „Waffenstillstand“ und die Rückzahlung der Hälfte der Kurskosten an, macht ihm aber deutlich, dass er sich in Amanda verliebt hat.
In seiner Verzweiflung sucht Roger den ehemaligen Kursteilnehmer Lonnie auf, dessen ähnliches Schicksal bereits die Runde gemacht hat. Dessen Freundin wurde ihm seinerzeit von Dr. P ausgespannt und nun lebt er verwahrlost mit seinen Katzen in einem kleinen Appartement außerhalb der Stadt. Lonnie erzählt ihm seine Geschichte, zeigt ihm gesammelte Informationen über den Doc und gemeinsam mit Rogers Freunden Walsh, Diego und Eli, die er bei besagtem Kurs kennengelernt hat, versuchen sie Dr. P endgültig das Handwerk zu legen. Dieser hat bereits einen Flug mit Amanda zu einem fiktiven Ärztekongress gebucht. Ein Ablenkungsmanöver gelingt, bei dem Lesher, die rechte Hand des Doktors, ausgeschaltet und Amanda stattdessen von Diego zum Flughafen abgeholt wird. Dort trifft inzwischen Roger auf den Doktor, konfrontiert ihn mit seinen gesammelten Informationen über dessen wahre Identität und wähnt sich schon auf der Siegerstraße. Doch Dr. P applaudiert nur und konfrontiert Roger seinerseits mit zwei Tickets auf den Namen Amanda und Roger als Gewinn seiner „Abschlussprüfung“.
Roger glaubt ihm und veranlasst, dass Amanda, die eigentlich zur Frau des Doktors gefahren werden sollte, zum Flughafen gebracht wird. Dort wartet er mit Blumen auf sie. Doch er wurde von Dr. P an ein falsches Gate geschickt. Am richtigen haben Dr. P und Amanda bereits eingecheckt. In letzter Sekunde stürmt Roger in das Flugzeug und wird von den Passagieren zunächst für einen Psychopathen gehalten. Er zieht seinen letzten Trumpf und spielt eine Ohnmacht vor, die ihn von Zeit zu Zeit – zuletzt sogar in Amandas Beisein – ereilt. Nun ist die Hilfe des falschen Arztes Dr. P gefragt, der kurzerhand fehlende Atmung bei Roger diagnostiziert und die Chance sieht, der ganzen Sache mit einem Defibrillator ein Ende bereiten zu können.
Doch Amanda bemerkt, dass Roger noch atmet und erkennt den Betrug Dr. Ps. Sie streichelt Roger und gibt ihm einen Kuss. Von nun an sind die beiden ein Paar.
Einige Zeit später treffen sich Roger und Dr. P, der ihm sein „Diplom“ überreicht. Eine Einladung, einmal als Gastredner in einem seiner Kurse mitzuwirken, schlägt Roger aus.

## Kritik
James Berardinelli schrieb auf ReelViews, der Film wirke wie eine verschwendete Chance. Er sei für eine schwarze Komödie zu „lau“, nicht schwarz genug. Billy Bob Thornton spiele gut, aber er alleine sei den Ticketpreis nicht wert. Jon Heder sei keine gute Wahl, ihm fehle die Persönlichkeit, um mit Thornton mitzuhalten.
Robert Koehler schrieb in der Zeitschrift Variety vom 24. September 2006, nicht einmal die Präsenz von Billy Bob Thornton könne die Komödie zum Leben erwecken. Die beiden Hauptcharaktere seien mangelhaft entwickelt.
Peter Travers schrieb in der Zeitschrift Rolling Stone vom 21. September 2006, der Film sei „tobend“ und „unerwartet bissig“. Travers lobte stark den Regisseur und Drehbuchautor Todd Phillips, der hinter „Albernheit“ eine „unangreifbare Klugheit“ verstecke.
Nach Meinung der Redaktion von Cinema handelt es sich bei dem Film um eine „rüde Satire auf Männlichkeitsrituale – mit weichem Kern. Herz ist Trumpf!“
Das Lexikon des internationalen Films befand: „Schwarz-romantische Komödie über den Druck maskuliner Rollenbilder, die durch gute Figurenentwicklungen und Darstellerleistungen überzeugt.“

## Auszeichnungen
Jon Heder wurde im Jahr 2007 für den Teen Choice Award nominiert.

## Synchronisation
| Rollen             | Schauspieler          | Synchronsprecher    |
| Dr. P              | Billy Bob Thornton    | Joachim Tennstedt   |
| Roger              | Jon Heder             | Sebastian Schulz    |
| Amanda             | Jacinda Barrett       | Anna Grisebach      |
| Lesher             | Michael Clarke Duncan | Tilo Schmitz        |
| Becky              | Sarah Silverman       | Maria Koschny       |
| Ian                | David Cross           | Uwe Büschken        |
| Walsh              | Matt Walsh            | Stefan Gossler      |
| Diego              | Horatio Sanz          | Stefan Fredrich     |
| Eli                | Todd Louiso           | Robin Kahnmeyer     |
| Ernie              | Jon Glaser            | Sven Hasper         |
| Sergeant Moorehead | Luis Guzmán           | Peter Reinhardt     |
| Zack               | Dan Fogler            | Lutz Schnell        |
| Little Pete        | Paul Scheer           | Oliver Siebeck      |
| Lonnie             | Ben Stiller           | Oliver Rohrbeck     |
| Bee Bee            | DeRay Davis           | Michael Iwannek     |
| Lawrence           | Omar Dorsey           | Charles Rettinghaus |
| Mrs. Washington    | Marcella Lowery       | Astrid Bless        |
| Lois               | Joanne Baron          | Karin David         |
| Stewardess         | Lizz Carter           | Julia Blankenburg   |
| Kurskamerad        | Aziz Ansari           | Tobias Müller       |
| Klassenkamerad     | Jim Parsons           | stumm               |

## Hintergrund
Der Film wurde in Los Angeles, in New York City und in Seaford gedreht. Seine Produktionskosten betrugen schätzungsweise 20 Millionen US-Dollar. Der Film spielte in den Kinos der USA rund 17,8 Millionen US-Dollar ein, davon entfielen gut 8,6 Millionen US-Dollar auf das Eröffnungswochenende. An den deutschen Kinokassen wurden knapp 19.000 Besucher gezählt. Drehbeginn für den Film war der 31. Oktober 2005. Am 29. September 2006 feierte der Film seine Premiere in den USA. In den deutschen Kinos lief er am 2. August 2007 an.
Der Regisseur Todd Phillips, der ein großer Fan von Howard Stern ist, bot diesem zunächst die Rollte des Dr. P an. Da dieser das Angebot aus Zeitmangel ablehnen musste, wurde mit Bill Murray in der Rolle des Dr. P geplant, während Christopher Masterson die Rolle des Roger übernehmen sollte. Beiden sprangen jedoch kurzfristig von dem Projekt ab.
Da Ben Stiller aufgrund sich überschneidender Termine für die Dreharbeiten nicht nach New York reisen konnte, wurden die Aufnahmen kurzerhand nach Kalifornien verlegt und dort binnen zwei Tagen aufgezeichnet.